# 入江陵介
入江陵介（日语：／ Irie Ryōsuke ?，1990年1月24日—），日本男子游泳运动员，擅長仰泳，有「日本仰泳王」之稱。身高178公分。入江陵介是兩屆世界大學生運動會三冠王外，也是香港東亞運三冠王、廣州亞運三金一銀得主；他至今仍是保持男子100米及200米仰泳的日本游泳紀錄的保持者。

## 學歷
入江陵介曾就讀於大阪市立大江幼兒園、大阪市立天王寺小學校、大阪市立天王寺中學校及近畿大學附屬學校；2008年起攻讀於近畿大學法學部。

## 簡歷
入江陵介於1990年1月24日在日本大阪府大阪市天王寺區出生；入江陵介於2005年在日本全國高校錦標賽男子200米及100米背泳分別奪得第一名及第三名。入江陵介於2006年12月4日出戰在卡塔爾多哈舉行亞運會的男子200米仰泳項目，最後他以1分58.85秒意外地擊敗他的隊友中野高以及中國的歐陽鯤鵬奪得金牌；年僅16歲的「黑馬」入江陵介在亞運奪金被戲稱為「小朋友」。2008年6月，入江陵介以1分54.77秒在日本游泳公開賽的男子200米仰泳項目上奪金，這個成績令他首次造出日本新記錄；因而被日本游泳隊教練上野廣治認定他在北京奧運有望染金的日本運動員，最終入江陵介只能在決賽時游出第五名。

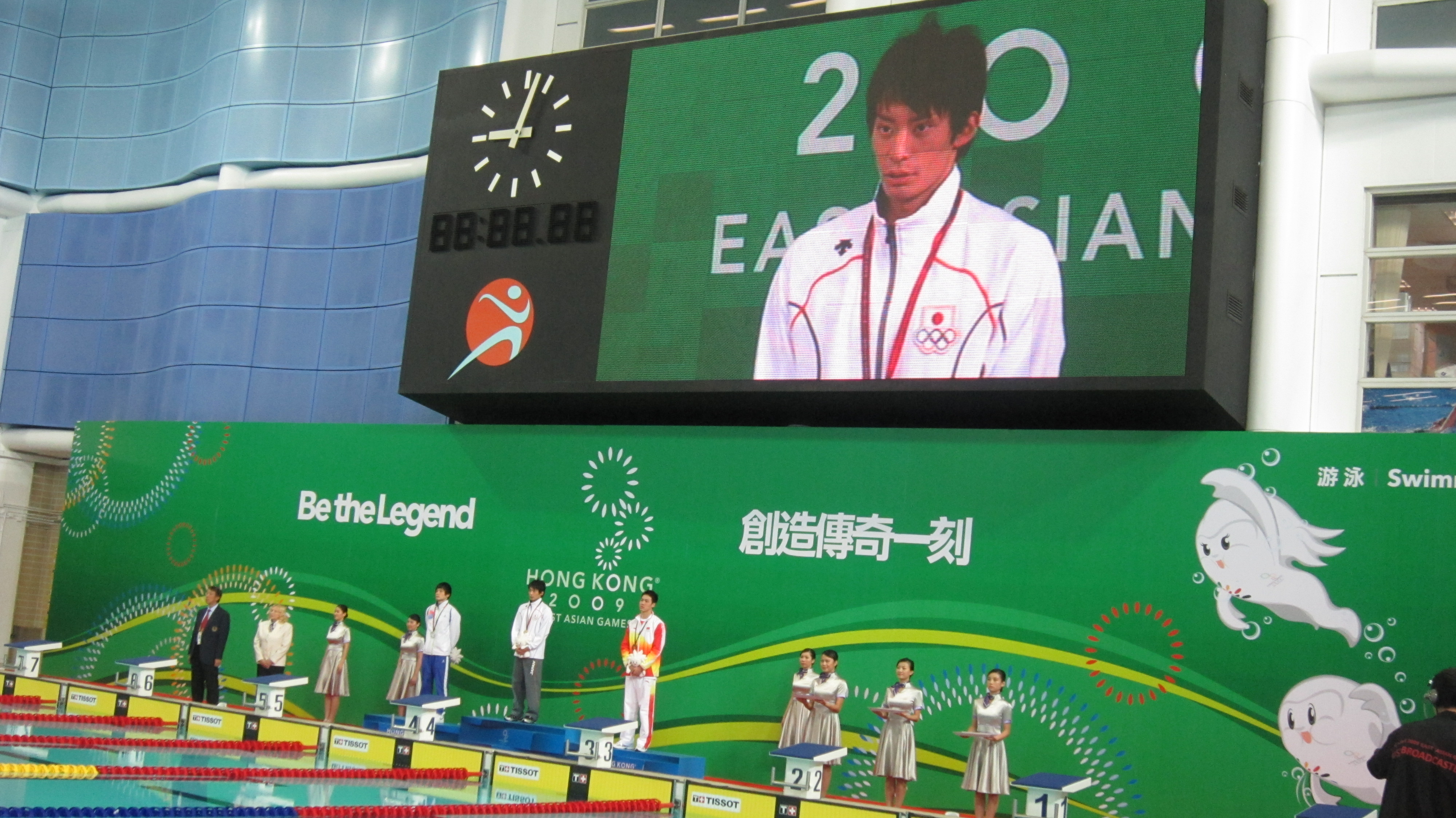
入江陵介站在香港東亞運頒獎台最高處（男子200米仰泳頒獎典禮）

2009年5月10日，參加在澳洲舉行的澳日游泳對抗賽男子200米仰泳項目的入江陵介以1分52.86秒刷出新世界紀錄，把美國的瑞安·洛赫特（Ryan Lochte）在北京奧運時造出的世界記錄推快了1.08秒。入江陵介於翌月8日的日本游泳公開賽賽事中的男子50米、100米及200米仰泳項目均摘下金牌。同年7月在塞爾維亞貝爾格萊德舉辦的大學生運動會在男子100米、200米仰泳及4×100米混合泳奪取三金，而在男子100米仰泳更以52.6秒打破該運動會的大會紀錄。入江陵介於同月31日在意大利羅馬進行的世界游泳錦標賽中不敵美國的艾朗·比亞素（Aaron Peirsol），以1分52.51秒屈居亞軍，但也刷出新的日本及亞洲記錄。同年12月上旬在香港主辦的東亞運男子50米、100米及200米仰泳以及男子4x100米混合泳接力四個項目均游出大會新紀錄。
入江陵介於2010年10月在東京進行的世界盃短池賽以1分50.58秒奪取男子200米仰泳金牌。入江陵介在翌月中旬在廣州舉辦的亞運會男子50米仰泳項目不敵隊友古賀淳也而得銀牌，但仍在男子100米、200米仰泳及4x100米混合泳接力包辦三金。
瑞安·洛赫特於2011年7月下旬在中國上海舉辦世界游泳錦標賽的男子200米仰泳項目以0.48秒之微力壓入江陵介，令入江陵介未能衛冕該金牌而得銀牌；而翌月在中國深圳舉辦的大學生運動會中，雖然入江陵介在男子100米仰泳半準決賽以0.02秒之差名列第九與決賽無緣；但他成功在男子200米蛙泳奪金外，也成功衛冕男子200米仰泳及男子4×100米混合泳項目兩面金牌。2012年1月31日起，入江陵介加入長瀨公司（株式会社ナガセ）旗下的伊藤萬游泳學校（イトマンスイミングスクール）。入江陵介於2012年的倫敦奧運在背泳及接力賽出戰，終獲2銀1銅佳績。
2013年7月至8月，入江参加巴塞罗那游泳世锦赛，在100米仰泳和200米仰泳决赛中均取得第4名，无缘个人项目的奖牌。在比赛最后一天举行的男子4×100米混合泳接力决赛当中，美国队因犯规而被取消资格，这让由入江陵介、北岛康介、藤井拓郎、盐浦慎理组成的日本队得以获得一枚铜牌。
2014年亚洲运动会期间，入江分别获得了100米仰泳和200米仰泳的金牌以及50米仰泳和4×100米混合泳接力的银牌。大约3个月后，他又参加在卡塔尔多哈举办的世界短池游泳锦标赛，并在100米仰泳中与美国选手马特·格雷弗斯并列获得铜牌。
2015年，入江参加在俄罗斯喀山举办的游泳世锦赛，首先在100米仰泳比赛中取得第6名，之后在200米仰泳决赛以1分54秒81的成绩获得第4名，与铜牌仅差0.21秒；而在比赛最后一天举行的男子4×100米混合泳接力决赛当中，他和队友则以3分31秒10的成绩排名第6。

## 備註
1. ↑  國際游泳總會在賽後指入江陵介所穿的泳褲為不獲認可比賽泳衣而不承認該紀錄[12]；而事件發生後約一個月後，國際游泳總會去信入江陵介表示他的泳褲獲得該總會通過；意味著一度不獲承認由他刷出的新世界紀錄終獲確認[13]

## 外部連結
- 陵介日記 （页面存档备份，存于）
- 入江陵介在社交網頁專頁 （页面存档备份，存于）